# Henryk Szpidbaum
Henryk Szpidbaum-Speedby (ur. 19 lutego 1902 w Warszawie, zm. 23 października 1964 w Londynie) – polski lekarz i antropolog.

## Życiorys
Syn Pinkusa Eliasza Szpidbauma (1882–?), warszawskiego handlowca i działacza społecznego, i Ruty z Markowiczów. Uczestniczył jako ochotnik w wojnie polsko-bolszewickiej. Po ukończeniu Gimnazjum Państwowego im. Tadeusza Reytana w Warszawie (1921) podjął studia na Wydziale Lekarskim Uniwersytetu Warszawskiego. Studia ukończył w 1928. Jeszcze jako student zajmował się antropologią pod kierunkiem Kazimierza Stołyhwy i interną; w latach 1923–1934 pracował jako hospitant Pierwszej Kliniki Chorób Wewnętrznych Uniwersytetu Warszawskiego, a następnie od 1934 do 1939 na Oddziale Chorób Wewnętrznych Szpitala na Czystem w Warszawie, kierowanym przez Marcelego Landsberga.
Był sekretarzem Rady Naczelnej Polskiego Towarzystwa Eugenicznego, autorem wielu prac poświęconych antropologii, eugenice. Przetłumaczył na polski kilka podręczników.
Po wybuchu II wojny światowej został przesiedlony do Kazachstanu. Stamtąd trafił do Włoch, gdzie pracował jako ordynator VI Szpitala II Korpusu Wojska Polskiego. W 1945 obronił doktorat na Uniwersytecie w Bolonii u Antonio Gasbarriniego. Po 1946 roku zamieszkał w Londynie, tam poświęcił się kardiologii. Należał do Polskiego Towarzystwa Naukowego na Obczyźnie, Royal Society of Medicine, British Medical Association.
W 1932 roku ożenił się z Tamarą Salomonowicz.

## Wybrane prace
- W. Matecki, H. Szpidbaum, Die Konstitution der schizophrenen Juden, „Zeitschrift für die gesamte Neurologie und Psychiatrie”, 109 (1), 1927, s. 62–78, DOI: 10.1007/BF02870226.
- Matecki W, Szpidbaum H. Typy psychofizyczne w świetle badań własnych. Rocznik Psychjatryczny 5, 1927, s. 105–122
- O typach Żydów jasnowłosych w Polsce. Archiwum Nauk Antropologicznych 4 (6), 1929
- Zróżnicowanie rasowe spanjolów = La différenciation anthropologique des juifs spagnols, 1931
- La structure raciale des Juifs Polonais, 1932
- Struktura rasowa Żydów Polskich. Miesięcznik Żydowski, 1932
- O prawie liczności typów antropologicznych = Sur la loi de fréquence des types anthropologiques. Sprawozdania z posiedzeń Tow. Naukowego Warszawskiego. Wydz. 4, 1931
- Wyniki tymczasowe badań Marranów w Portugalii, 1933
- Wpływ czynnika dietetycznego i rasowego na przemianę spoczynkową, 1933
- Stołyhwo, Szpidbaum. Znaczenie czynnika konstytucjonalnego i rasowego u chorych na raka. Przegląd Antropologiczny 7 (3/4), 1933
- Cukrzyca: książka dla pacjentów i ich otoczenia. Warszawa: J. Przeworski, 1939
- XX wiek i twoje serce. Warszawa: Państwowy Zakład Wydawnictw Lekarskich, 1960